# أنجيلو دي بيترو
أنجيلو دي بيترو (بالإيطالية: Angelo Di Pietro) هو مهندس إيطالي، ولد في 1950.